# Nordafrikanischer Strandflieder
Der Nordafrikanische Strandflieder (Limonium bonduellei) ist eine Pflanzenart aus der Gattung der Strandflieder (Limonium) in der Familie der Bleiwurzgewächse (Plumbaginaceae).

## Merkmale

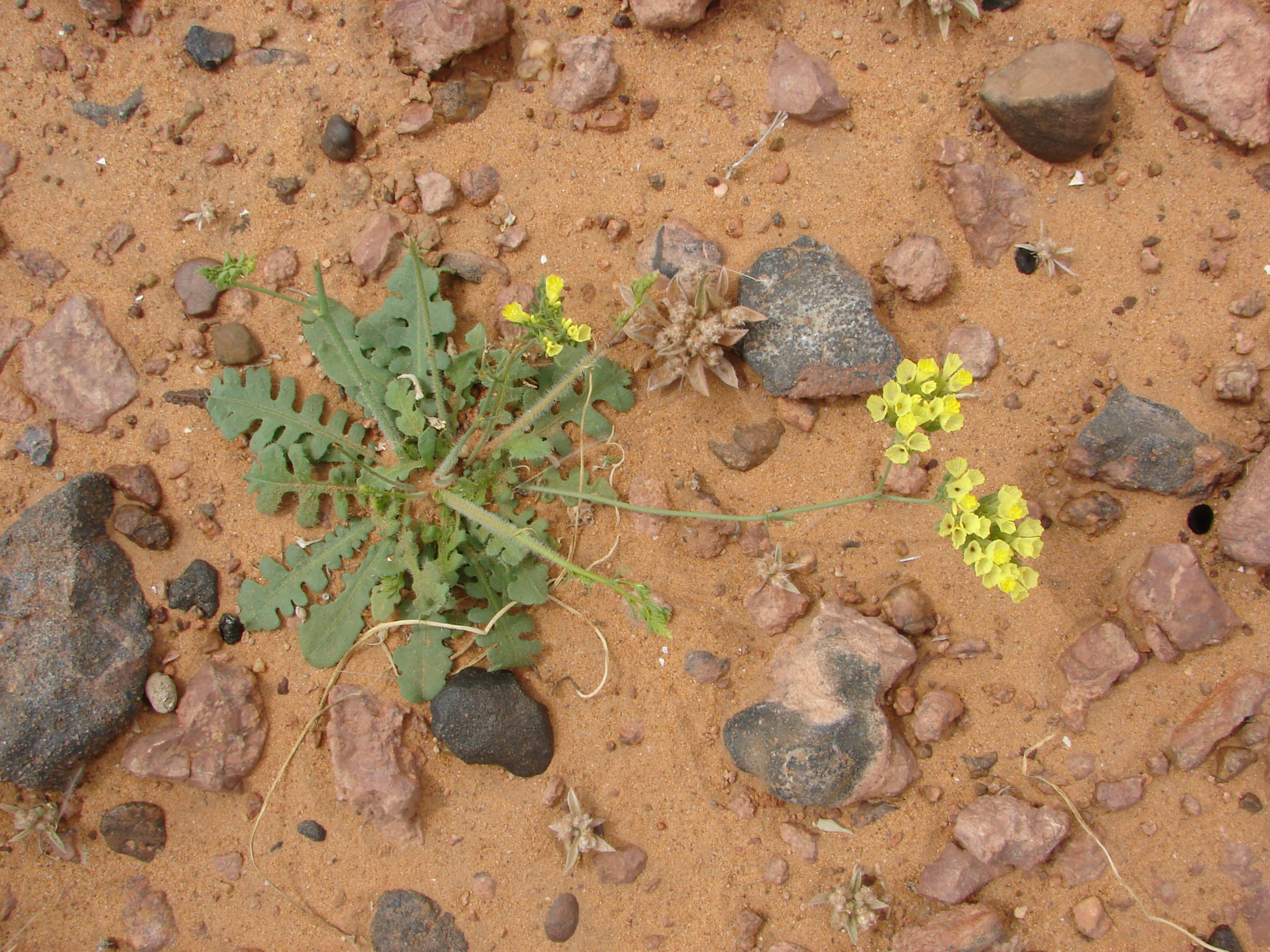
Limonium bonduellei

Der Nordafrikanische Strandflieder ist eine zweijährige oder ausdauernde krautige Pflanze, die Wuchshöhen von 10 bis 30 Zentimeter erreicht. Die Blütenstängel sind nicht oder nur schwach geflügelt und fast kahl. Die Flügel sind bis 1 Millimeter breit. Die Kelchröhre ist behaart. Der Kelchsaum ist gelb. Blütenkelch und -krone sind gelb.
Die Blütezeit reicht von April bis Oktober.

## Vorkommen
Der Nordafrikanische Strandflieder kommt in Spanien und Nordafrika an trockenen Standorten vor.

## Nutzung
Der Nordafrikanische Strandflieder wird selten als Zierpflanze für Sommerrabatten sowie als Schnitt- und Trockenblume genutzt. Die Art ist seit spätestens 1859 in Kultur.

## Belege
- Eckehart J. Jäger, Friedrich Ebel, Peter Hanelt, Gerd K. Müller (Hrsg.): Rothmaler Exkursionsflora von Deutschland. Band 5: Krautige Zier- und Nutzpflanzen. Spektrum Akademischer Verlag, Berlin / Heidelberg 2008, ISBN 978-3-8274-0918-8.